# Сакатепек (футбольный клуб)
«Сакате́пек» (исп. Club Atlético Zacatepec) — бывший мексиканский футбольный клуб из города Сакатепек-де-Идальго штата Морелос. В 1950-е годы «Сакатепек» дважды становился чемпионом Мексики и два раза выигрывал национальный Кубок. Расформирован в июне 2020 года.

## История
В 1948 году в новом городе Сакатепеке-де-Идальго было принято решение создать профессиональный футбольный клуб. В 1950 году команду возглавил Игнасио Трельес, который сразу же вывел её в Примеру. Уже во втором сезоне (1952/53) «Сакатепек» занял второе место в чемпионате, уступив только «Тампико». По окончании сезона 1953/54 Трельес, приведший к чемпионскому титулу «Марте», вернулся к руководству «Сакатепеком». С его именем связаны все последующие трофеи команды, первым из которых стал титул чемпионов Мексики в сезоне 1954/55.
Через два года «каньерос» впервые завоевали Кубок Мексики. В следующем сезоне «Сакатепек» добился второй победы в чемпионате, выиграл трофей «Чемпион чемпионов» (аналог суперкубка), а также дошёл до финала Кубка Мексики. Завершил этот «золотой период» в истории клуба сезон 1958/59, по итогам которого «Сакатепек» стал двукратным обладателем национального Кубка. Как и двумя годами ранее, в решающей игре с тем же счётом 2:1 был обыгран «Леон».
По итогам сезона 1961/62 команда вылетела во Второй дивизион, который сразу же выиграла и вернулась в Примеру. Впоследствии самым крупным достижением для «Сакатепека» стал выход в финал Кубка Мексики в сезоне 1970/71. В 1966 году команда вновь вылетела, и добиться возвращения ей удалось лишь по итогам сезона 1969/70. «Сакатепек» играл в Примере в сезонах 1970/71—1976/77, 1978/79—1982/83, и в последний раз — в сезоне 1984/85.
В начале 2000-х годов «Сакатепек» начал испытывать серьёзные финансовые и институциональные проблемы. Апертура 2003 в третьем по уровню дивизионе Мексики стала последним турниром для «оригинального» клуба «Сакатепек». Вторую половину сезона (то есть с начала 2004 года) клуб проводил в соседнем муниципалитете под названием «Леонес де Морелос». Следующий сезон клуб начал под названием «Гальос Бланкос де Керетаро». В 2006 году «Сакатепек» стал фарм-клубом столичной «Америки». С этим была не согласна группа болельщиков, которая решила организовать в низших лигах новый «настоящий» «Сакатепек» — «Со́сио А́гила». Новый клуб несколько лет под разными названиями выступал в низших дивизионах, пока не сумел подняться в Ассенсо MX по итогам сезона 2012/13. Клуб «Сакатепек 1948», а затем «Сакатепек Сигло XXI» пребывал во втором эшелоне до окончания Клаусуры 2017. После этого была выкуплена франшиза «Корас де Тепика», который переехал в Сакатепек-де-Идальго и стал называться Клуб Атлетико «Сакатепек». Команда заняла второе место в Апертуре 2019 и имела неплохие шансы побороться за выход в Примеру в 2020 году, но Клаусура была отменена из-за пандемии коронавируса.
После продажи 2 июня 2020 года франшизы «Монаркас Морелии» клубу в городе Масатлане (штат Синалоа), в Морелии стали искать варианты по возрождению своего клуба. 26 июня 2020 года было объявлено, что «Сакатепек» передал свою франшизу (и место во втором дивизионе) городу Морелии и, таким образом, прекратил своё существование.
Клуб «Сакатепек», таким образом, просуществовал чуть более двух месяцев после смерти своего самого успешного тренера Игнасио Трельеса, скончавшегося 24 марта 2020 года в возрасте 103 лет.

## Титулы и достижения
- Чемпион Мексики (2): 1954/55, 1957/58
- Вице-чемпион Мексики (1): 1952/53
- Чемпион Второго дивизиона Мексики (5): 1950/51, 1962/63, 1969/70, 1977/78, 1983/84
- Вице-чемпион Ассенсо МХ (аналог второго дивизиона) (3): Лето 1998, Зима 1999, Апертура 2019
- Обладатель Кубка Мексики (2): 1956/57, 1958/59
- Финалист Кубка Мексики (2): 1957/58, 1970/71
- Обладатель трофея Чемпион чемпионов Мексики (1): 1958